# AMX International AMX
AMX International AMX je jednomotorový podpůrný, průzkumný a bitevní letoun s proudovým pohonem vyráběný konsorciem AMX International. Letouny tohoto typu provozuje italské a brazilské letectvo.

## Vývoj

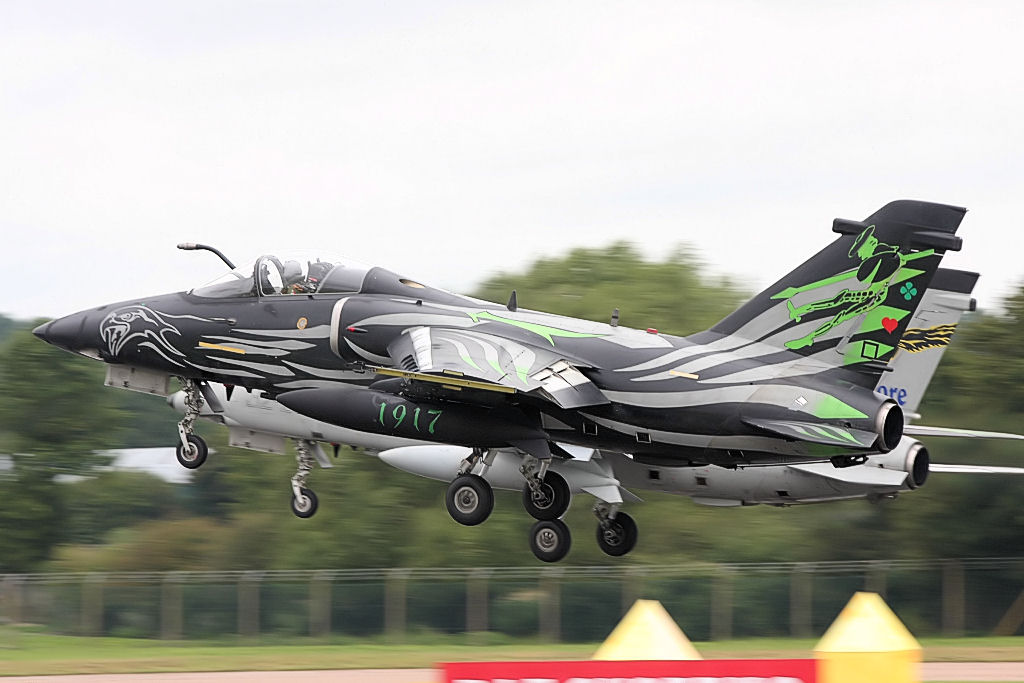
AMX, RIAT 2008

Projekt bitevního letounu zahájila v roce 1977 společnost Aermacchi jako reakci na požadavek Aeronautica Militare, které požadovalo vhodnou náhradu za letouny Fiat G.91R a G.91Y a Lockheed F-104 Starfighter. Za pohonnou jednotku byl vybrán turbodmychadlový motor Rolls-Royce Spey Mk.807 s tahem 49,1 kN bez přídavného spalování. V roce 1980 se k programu, který se od roku 1978 stal společným dílem italských firem Aermacchi a Aeritalia (později Alenia), připojila i Brazílie výrobcem Embraer ze Sao José dos Campos. Byla tak založena joint venture společnost AMX International, tvořená těmito výrobci.
První prototyp vzlétl 15. května 1984 v Turínu, ovšem již během svého pátého letu byl zničen. Vlivem závady na motoru došlo k nouzovému přistání, letoun se vzňal a pilot byl nucen stroj na zemi opustit pomocí vystřelovací sedačky Martin-Baker Mk.10L.
Sériová výroba probíhala v letech 1986–1999, přičemž letouny byly paralelně stavěny jak v Itálii, tak v Brazílii. Své první letouny obdrželo 7. listopadu 1989 italské letectvo (Gruppo 103, Stormo 51, Istrana) a roku 1990 brazilské letectvo. Celkem bylo vyrobeno 192 strojů AMX, z toho 155 jednomístných AMX a 37 dvoumístných AMX-T se sníženým doletem.
První ze tří prototypů AMX-T poprvé vzlétl v Itálii 14. března 1990, první brazilský dvoumístný exemplář pak 14. srpna 1991. V brazilském letectvu je dvoumístná varianta značena A-1B. Verzi AMX-ATA si v roce 1998 vybralo také venezuelské letectvo pro pokračovací výcvik jako náhradu za letouny North American T-2 Buckeye.

## Konstrukce

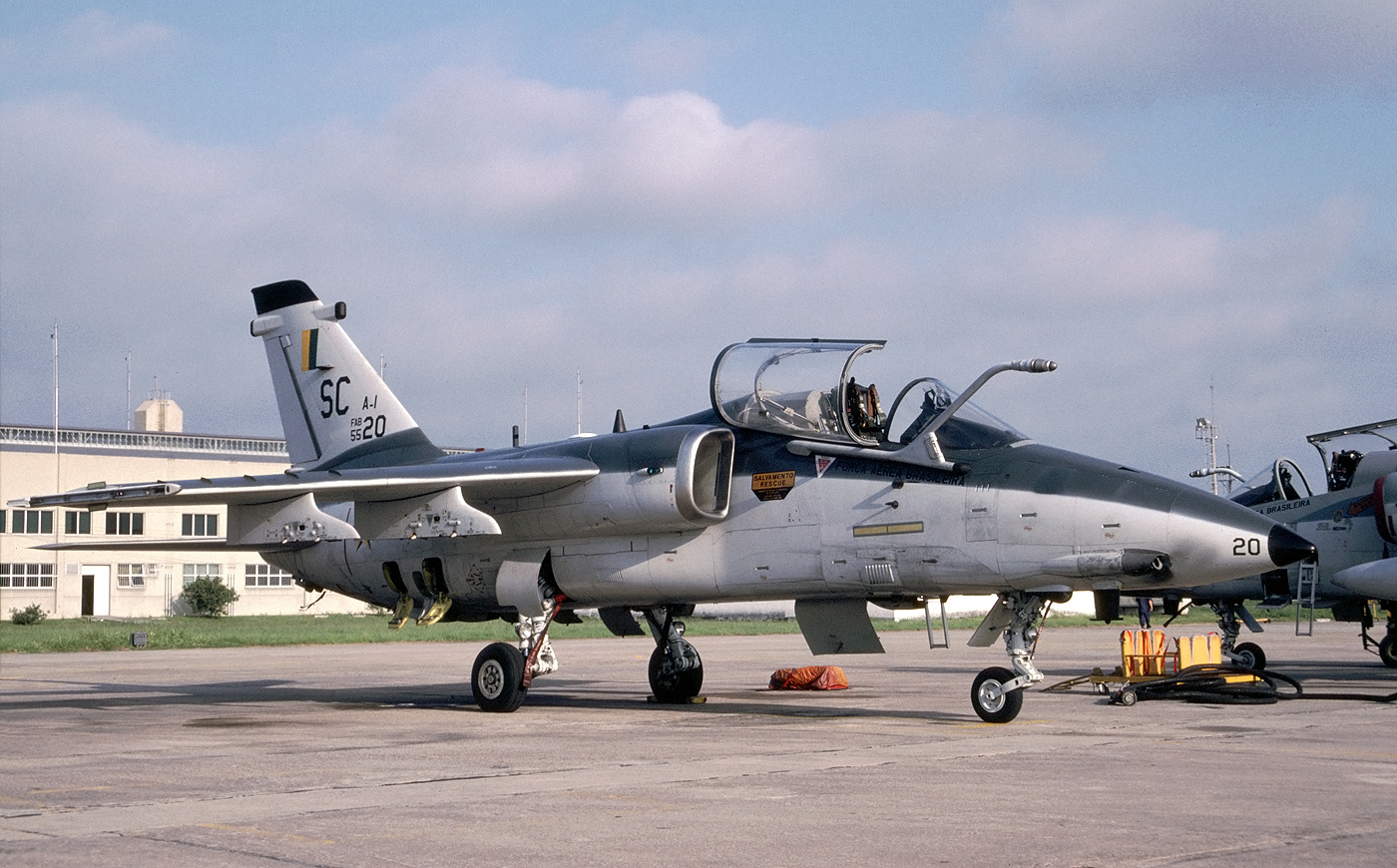
A-1A, Força Aérea Brasileira, Santa Cruz, 1995

AMX je hornoplošník, jehož křídlo má šípovitost 27,5°. Přívody vzduchu do motoru jsou umístěny v horní polovině trupu, hned za kokpitem. Letadlo je poháněno jedním proudovým motorem Rolls-Royce Spey Mk 807 s tahem 49,1 kN. Motory Spey byly vyráběny ve více verzích a některé z nich zajišťují pohon např. stíhacích letounů F-4K Phantom (RB.168-15R) nebo JH-7 (WS-9, produkovaný v Číně na základě licence).
Jednou z hlavních charakteristik AMX je, že všechny elektrické, hydraulické a avionické systémy jsou zdvojené pro případ, že by některý z nich selhal.
Základní výzbroj italských strojů představuje jeden kanón M61A1 Vulcan ráže 20 mm, zatímco brazilské AMX jsou vybaveny až dvěma kanóny DEFA ráže 30 mm. Protiletadlovou výzbroj zastupují infračervené rakety krátkého dosahu AIM-9 Sidewinder nebo MAA-1 Piranha, které jsou neseny na koncích křídla. Primárním úkolem letadel je ničení pozemních cílů a blízká podpora pozemních jednotek, proto má AMX integrovanou širokou škálu řízených střel a pum. Letadlo může nést 3 protilodní rakety AS.34 Kormoran, které mají integrované i stíhačky Tornado IDS. Další protilodní střelou z arzenálu AMX je francouzská Exocet, která během války o Falklandy potopila torpédoborec HMS Sheffield. Italské stroje měly také integrovánu možnost použití řízených pum typů Paveway a JDAM. Koncem roku 2012 probíhala integrace protiradarové střely MAR-1 do brazilských AMX a v následujícím roce měla začít sériová výroba pro brazilské letectvo.
Pro svou vlastní ochranu jsou letadla vybavena výmetnicemi klamných cílů.

## Uživatelé
Itálie
Aeronautica Militare
 Brazílie
Brazilské letectvo

## Specifikace

### Technické údaje
- Osádka: 1
- Rozpětí: 8,87 m[6]
- Délka: 13,23 m[6]
- Výška: 4,55 m[6]
- Nosná plocha: 21 m²[7]
- Provozní hmotnost: 6700 kg[8]
- Max. vzletová hmotnost : 13 000 kg[6]
- Pohonná jednotka: 1 × dvouproudový motor Rolls-Royce Spey Mk 807 o tahu 49,85 kN[6]

### Výkony
- Maximální horizontální rychlost ve výšce 10 975 m: 914 km/h[8]
- Bojový rádius s profilem letu lo-lo-lo: 556 km[8]
- Bojový rádius s profilem letu hi-lo-hi a s 907 kg výzbroje: 889 km[8]
- Operační dostup: 13 000 m[6]
- Maximální stoupavost: 3124 m/min[8]
- Plošné zatížení: 512 kg/m²
- Poměr tah/hmotnost: 0,47

### Výzbroj
- 1 × kanón M61A1 Vulcan ráže 20 mm, nebo 2× DEFA 554 ráže 30 mm[8]
- PLŘS AIM-9 Sidewinder, nebo MAA-1 Piranha
- 3800 kg pum Mk.82, Mk.83, Mk.84